# GÍ Gøta/B68 Toftir
GÍ Gøta/B68 Toftir war ein färöischer Frauenfußballverein, welcher nur für ein Jahr aus dem Zusammenschluss von GÍ Gøta und B68 Toftir bestand.

## Geschichte
Nach einem fünften Platz 2003 durch GÍ Gøta und einem zweiten Platz durch B68 Toftir schlossen sich beide Vereine im darauffolgenden Jahr zu einer Spielgemeinschaft zusammen. Mit einer ausgeglichenen Bilanz von fünf Siegen und fünf Niederlagen wurde in der ersten Liga der dritte Platz belegt, im Pokal schied die Mannschaft im Viertelfinale mit 1:2 gegen AB Argir aus. Nach dem Saisonende wurde der Zusammenschluss wieder beendet.

## Trainerin
- Malan Mohr (2004)

## Erfolge/Rekorde
- Erstligateilnahmen: 2004
- Beste Ligaplatzierung: 3. Platz (2004)
- Höchster Heimsieg: 5:0 gegen FS Vágar (2. Mai 2004)
- Höchste Heimniederlage: 1:11 gegen KÍ Klaksvík (31. Mai 2004)
- Höchster Auswärtssieg: 5:3 gegen EB/Streymur (6. Juni 2004)
- Höchste Auswärtsniederlage: 0:9 gegen B36 Tórshavn (22. Juni 2004), 0:9 gegen KÍ Klaksvík (31. August 2004)
- Torreichstes Spiel: GÍ Gøta/B68 Toftir–KÍ Klaksvík 1:11 (31. Mai 2004)
- Ewige Tabelle: 20. Platz